# Barraca de Cal Marino
La barraca del Cal Marino, o barraca G-13, és una barraca de vinya del municipi de Subirats (Alt Penedès), situada prop del camí de Mas Granada, a les muntanyes d'Ordal, a uns 800 metres al nord-est de l'Ordal.
És una construcció aixecada en pedra seca, de planta circular, de 3,30 x 3,40 m d'amplada i 2,20 m d'alçada total. El portal, de llinda simple, està orientat al sud-sud-oest, té una alçada de 120 cm, una amplada de 55 cm i un gruix de 70 cm. Té dues espitlleres. Es conserva en bon estat.